# Мод Люїс
Мод Кетлін Льюїс (англ. Maud Kathleen Lewis, до шлюбу Доулі, 1903—1970) — канадська художниця народного мистецтва.

## Життєпис
Мод Кетлін Льюїс народилася 7 березня 1907 року в Новій Шотландії в сім'ї Джона і Агнес Доулі. Вона народилася майже без підборіддя і була набагато менша, ніж інші. Хворіла артритом. Льюїс прожила більшу частину свого життя в бідності в маленькому будинку в Маршалтауні.
Померла у 1970 році.

## Творчість
Мати Льюїс навчила її живопису на різдвяних листівках. Таким чином, вона почала свою кар'єру художниці.
Мод розмалювала будинок, де жила разом зі своїм чоловіком. Коли вона стала відомою (1964), то писала картини на замовлення.

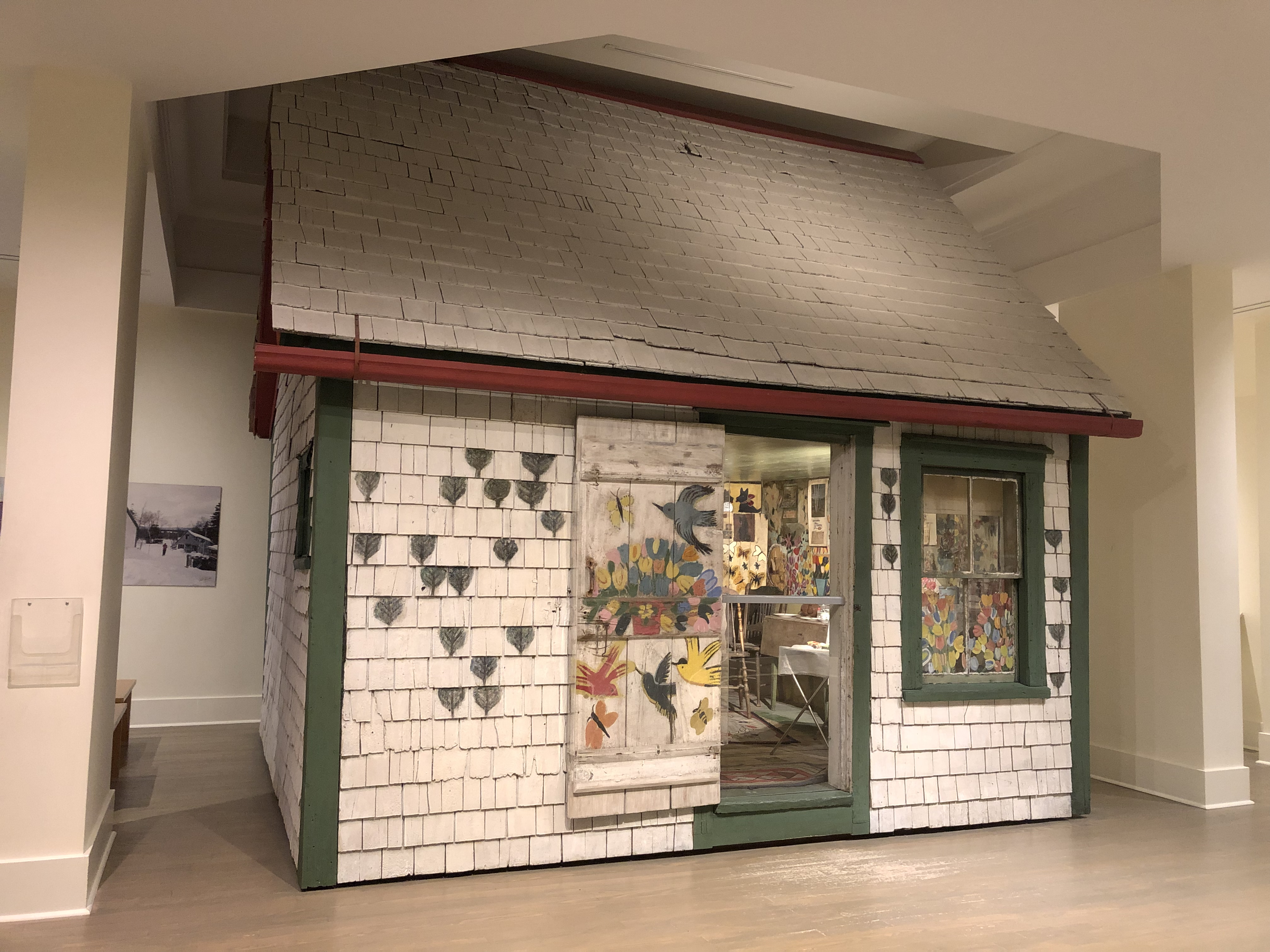
Відреставрований будинок Мод Льюїс на виставці в Художній галереї Нової Шотландії

Наразі 55 картин і будинок Мод Льюїс знаходяться у галереї Нової Шотландії.

## Мод Льюїс у кіно
У 2016 році вийшов фільм «Моді» режисера Ейслінга Уолша.

## Особисте життя
Була в шлюбі з постачальником риби Ернестом. У них народилася донька Кетрін, яку через сімейні обставини віддали в іншу родину.